# نبرد یاسوگاوارا
نبرد یاسوگاوارا (به ژاپنی: 野洲河原の戦い)، نبرد اوچیکوبا،(به ژاپنی: 落窪合戦)، نبردی بود که در تاریخ ۶ ژوئیه ۱۵۷۰ در استان شیگا، شهر یاسو مابین اودا نوبوناگا، جنگ سالار قدرتمند دوره سنگوکو و روکاکو یوشیکاتا انجام شد.